# Aeroportul Bodaybo
Aeroportul Bodaybo (IATA: ODO, ICAO: UIKB) este un aeroport din Regiunea Irkutsk, Rusia ce deservește zona Bodaibo⁠(d). Aeroportul a fost tranzitat în 2017 de 51.910 pasageri. A fost deschis în 1944.
Situat la o altitudine de 278 m, aeroportul dispune de o singură pistă.